# Arde Notre-Dame
Arde Notre Dame es una película franco-italiana del año 2022, dirigida por Jean-Jacques Annaud.

## Sinopsis
El 15 de abril de 2019, estalló un incendio en la catedral de Notre-Dame de París. En las siguientes horas se decidirá el destino de la catedral.

## Producción
En abril de 2020, Jean-Jacques anunció que quería hacer una película sobre el incendio, aunque al principio pensó en hacer un documental.
El rodaje comenzó en marzo de 2021 en Bourges, la catedral de Bourges fue utilizada por su parecido con Notre-Dame. A continuación, el equipo rodó en el estudio de la Cité du Cinéma. A continuación, se rodó una secuencia a mediados de abril en Versalles, en la estación Versailles-Château-Rive-Gauche. También se rodaron secuencias en la Catedral de Amienss, cuya aguja y ciertas partes del edificio recuerdan a las de Notre-Dame.
Las escenas que narran el inicio del incendio se sitúan en el marco del siglo XIII en la catedral de Saint-Étienne en Sens. En ese lugar también se realizan tomas en la explanada, en las escaleras de las torres y en la nave.
Para completar su película, el director pidió la recuperación de material de archivo del día del incendio. Para poder ser lo más inmersiva posible, la catedral fue reconstruida a escala 1, es decir en tamaño real, para las necesidades del rodaje. Algunos de estos decorados se quemaron durante el rodaje, siendo esta una de las características de la película, las llamas filmadas son reales. El director admitió en una entrevista que la secuencia más compleja de filmar durante el rodaje fue la del derrumbe de la aguja. Fue necesario reconstruir una parte entera de la nave y luego prenderle fuego en un estudio. Incluso preparada durante varias semanas, la filmación de esta escena fue un momento peligroso y requirió filmar con un equipo pequeño, vestido con trajes espaciales protectores. Fue filmada en una sola toma desde 12 ángulos de cámara diferentes. Las cámaras estaban protegidas en cajas de choque, capaces de proteger el material audiovisual.

## Estreno
Se estrenó en Francia en cines el 16 de marzo de 2022, tres años después del incendio y 191 años después de la publicación de la novela Nuestra Señora de París de Victor Hugo, el 16 de marzo de 1831.

## Recepción

### Crítica

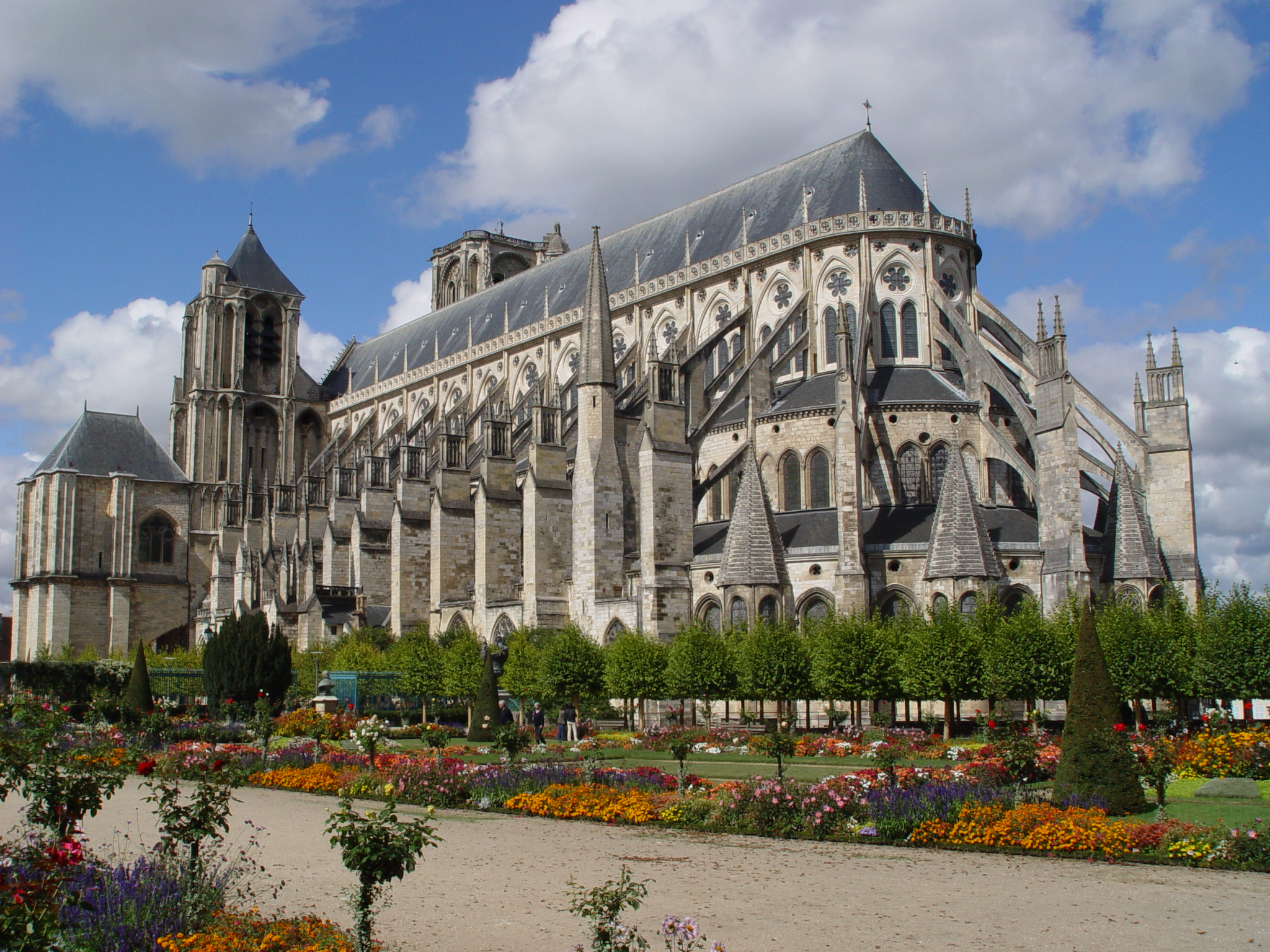
La catedral de Saint-Étienne en Bourges sirve como escenario para la película.

Las críticas fueron en general muy positivas, aunque algunas fueron divergentes. 20 minutos , "este gran espectáculo emocionante es una oda vibrante a los bomberos “, Les Inrockuptibles define la película como "perderse en lo anecdótico, una mística kitsch y el cine oficial de los ejércitos ". Franceinfo Cultura destacó una película con "una calidad innegable, divulgativa, visual, crítica y lírica y " espléndida ". Écran Largee es más mixto. El “ vacío narrativo [de la película], y su falta de punto de vista "son lo peor , al tiempo que reconoce una "fuerza técnica espectacular". Esta es la crítica más usual. Esta es considerada por algunos demasiado fantasiosa, pero le reconocen una cualidad, la de ser "un gran espectáculo inmersivo, Lo Croiz. Marianne, "la película nunca escapa a las trampas de la grandilocuencia (...) y el artificio".
En Allociné, la película recibió una media de 3,5/5 de un consorcio de 31 títulos de prensa.

### Taquilla
El día de su estreno en los cines franceses, el largometraje ocupó la 2 posición en el ranking de taquilla de estrenos, consiguiendo 41 089 entradas vendidas, incluidas 4 771 en su preestreno con 752 copias. Al ser estrenada, le precedió la película de animación Jujutsu Kaisen 0 y le siguió la comedia So We Dance (21 997. Esta se posicionó en el 2 lugar de la taquilla francesa tras su primera semana de funcionamiento, consiguiendo388 293 entradas. De hecho, la película forma parte del top 3 de la taquilla en la perspectiva del Printemps du cinema 2022. A la semana siguiente, cayó al 5 puesto de la taquilla francesa con 108 099 espectadores, por detrás de la comedia dramática La Brigade 119 405 y por delante del anime Jujutsu Kaisen 0 78 827. Mantuvo ese lugar la semana siguiente con 134 038 entradas.